# Kaxararís
Els kaxarari són un grup indígena brasiler que habita la regió que s'estén des de l'extrem nord-oest de l'estat brasiler de Rondônia fins a l'extrem sud d'Amazones, més precisament a la zona indígena Kaxarari.
Els indis Kaxarari habiten la regió del nord del Brasil, a la frontera entre el Brasil i Bolívia. La seva terra es troba en una zona disputada entre tres estats brasilers d’aquesta regió fronterera, Acre, Rondônia i Amazonas, a prop del BR-364, al km 42. El grup d’aproximadament 200 persones es divideix en tres pobles: Bueira, Pedreira i Paxiúba -, d'altres disperses en centres urbans propers i fins i tot al marge de l'esmentada BR.
La llengua parlada pels kaxarari pertany a la família lingüística del Pano, però després de la intensificació del contacte amb no indis, la llengua materna va ser substituïda pel portuguès.
Els Kaxarari divideixen la seva història de contacte amb no indis en tres moments: temps de pressa; temps de captivitat i temps de drets. El procés de legalització de la terra indígena de Kaxarari va començar als anys setanta i va acabar el 1991. Durant aquest període, els Kaxarari van patir invasions, epidèmies i amenaces, cosa que significa que el temps dels drets encara no ha estat efectiu per a aquests poble.